# Каменки Новые
Каменки Новые — деревня в Родниковском районе Ивановской области России. Входит в состав Каминского сельского поселения.

## География
Находится в центральной части Ивановской области на расстоянии приблизительно 5 километров на запад по прямой от районного центра города Родники у речки Постна.

## История
В 1872 году здесь (тогда деревня Нерехтского уезда Костромской губернии) был учтено 13 дворов, в 1907 году — 23. Ныне имеет дачный характер.

## Население
Постоянное население составляло 91 человек (1872 год), 90 (1897), 129 (1907), 0 как в 2002 году, так и в 2010.